# PsyArXiv
PsyArXivはオープンサイエンスセンターによってホスティングされている  心理学研究者のためのプレプリントリポジトリサービスである  ｡  2016年9月に開設され ､2016年12月に正式に公開された｡このプレプリントサービスはarXivに触発されたもので､研究者はピアレビューの前に心理学および関連分野に関する原稿を投稿できる  ｡2017年4月現在、Google Scholarにインデックスされている ｡ 

## 分野
PsyArXivは以下の分野での研究の応募を受け付けている ｡ 
- 応用行動分析
- 生理心理学
- 児童心理学
- 臨床心理学
- 認識および知覚
- 認知心理学
- 地域心理学
- カウンセリング心理学
- 文化心理学
- 発達心理学
- 実験的行動分析
- 健康心理学
- 産業・組織心理学
- 言語学
- 神経科学および神経生物学
- オペレーションズ・リサーチ､システム工学 および工業工学
- ペインマネジメント
- 性格および社会的文脈
- 量的心理学
- 学校心理学
- 社会心理学
- 理論（英語版）と哲学